# Persische Dreizahnblattnase

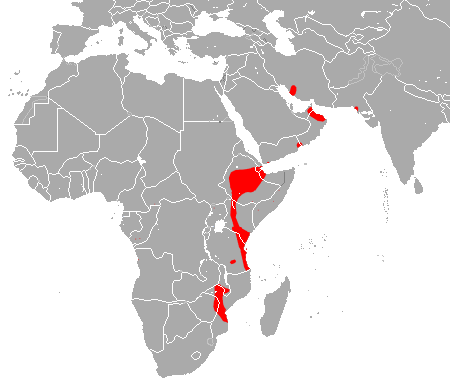
Verbreitungsgebiet der Persischen Dreizahnblattnase

Die Persische Dreizahnblattnase (Triaenops persicus) ist ein im westlichen Asien und östlichen Afrika verbreitetes Fledertier in der Überfamilie der Hufeisennasenartigen. Möglicherweise kann die Unterart T. p. majusculus in Zukunft Artstatus erhalten. Die Madagaskar-Dreizahnblattnase (Triaenops menamena) wurde zeitweilig mit dem Namen Triaenops rufus als Synonym dieser Art geführt. Der deutsche Name und der Artzusatz im wissenschaftlichen Namen beziehen sich auf den Fundort des Typusexemplars bei Schiras in Iran (Persien).

## Merkmale
Diese Fledermaus ist in der Statur anderen Gattungsmitgliedern ähnlich und erreicht eine Kopf-Rumpf-Länge von 50 bis 57 mm sowie eine Schwanzlänge von etwa 40 mm und ein Gewicht von 8 bis 15 g. Die Unterarme erreichen 50 bis 55 mm Länge. Im südöstlichen Afrika kommt gleichzeitig Percivals Kleinohr-Dreizackblattnase (Cloeotis percivali) vor, die jedoch deutlich kleiner ist. Auffällig ist die Form des Nasenblatts. Am oberen Rand einer runden Grundform befinden sich drei längliche Auswüchse, die an einen Dreizack erinnern. Zusätzlich befindet sich ein weiterer skalpellförmiger Auswuchs in der Mitte des Nasenblatts. Auf der Oberseite ist gelb- bis orangebraunes Fell vorhanden, das an den Seiten des Kopfes gelber ist. Unterseits ist helleres Fell vorhanden mit einer mittelbraunen Kehle. Bei der  Persischen Dreizahnblattnase sind die Flügel und die Schwanzflughaut dunkelbraun. An den durchscheinenden braunen Ohren, die hauptsächlich rund sind, gibt es Spitze Ausbuchtung.

## Verbreitung
Die Persische Dreizahnblattnase hat mehrere disjunkte Populationen von Mosambik, dem östlichen Simbabwe und Malawi über Ostafrika und Äthiopien, die küstennahe Arabische Halbinsel und Iran zum südlichen Pakistan. Sie hält sich vorwiegend im Flachland auf. Die Tiere leben in Savannen und Buschländern. Ob ein Fund aus Gabun zu dieser Art zählt muss überprüft werden.

## Lebensweise
Die Exemplare ruhen in Afrika meist in Baumhöhlen oder im Blattwerk von Bäumen und Büschen. Gelegentlich werden sie in Höhlen oder verlassenen Bergwerken angetroffen. In Asien befinden sich die Verstecke im Verzweigungspunkt von Palmen, hinter loser Rinde von Palmen, in Straßendurchlässen, in Felsspalten, in Erdlöchern oder in Höhlen. Die Gruppen am Schlafplatz können recht groß sein, doch halten die Individuen etwas Abstand. Die Persische Dreizahnblattnase verlässt ihr Versteck früh am Abend und fliegt nahe am Grund mit häufigen Richtungsänderungen. Die Beute besteht aus verschiedenen kleinen Insekten. Zum Fortpflanzungsverhalten gibt es keine Angaben.

## Gefährdung
Regional können sich störende Besucher in den Höhlen und Bergbau negativ auswirken. In Jemen und teilweise in Afrika wurden große Kolonien in Höhlen registriert. In anderen Regionen scheint die Art nicht zahlreich zu sein. Verteilt auf das große Verbreitungsgebiet dürfte sich eine große Gesamtpopulation ergeben. Die IUCN listet die Persische Dreizahnblattnase als nicht gefährdet (least concern).